# 저체중
저체중(低體重)은 체중이 너무 적은 것으로 건강한 표준 체중보다 체중이 적은 상태이다.

## 체질량 지수에 따른 구분
대한비만학회를 비롯한 세계 여러 국가의 기관들에서는 일반적으로 체질량 지수가 18.5 미만인 것을 저체중의 기준으로 정의한다.

## 브로카 변법에 따른 구분
브로카 변법에 따르면, 자신의 몸무게가 적정 몸무게보다
- -10% 이상 → 저체중
- -20% 이상 → 영양 부족
- -30% 이상 → 영양 실조 및 병적 저체중

이다.

## 위험성
서울대 예방의학교실 유근영, 강대희, 박수경 교수 연구팀이 ‘아시아 코호트(특정한 기간에 태어난 사람들 집단) 컨소시엄’에 참여해 한국인 1만6000여 명을 포함한 아시아인 114만 명에 대한 장기간 추적 조사를 실시한 결과에 따르면, 체질량 지수가 17.6∼20.0에 속하는 사람들의 사망 위험은 1.35로 체질량 지수가 30.1∼32.5인 뚱뚱한 사람들(1.20)보다 오히려 높았다. 또한, 지금 현재 대한비만학회는 체질량 지수가 23만 돼도 주의해야 하며 25를 넘으면 각종 질환 및 사망 위험이 1.5∼2배 높다고 경고하고 있는데, 이 연구결과는 지금껏 사용된 체질량 지수에 따른 비만도 구분이 한국인에게 맞지 않는다는 결과를 보여주고 있다. 즉, 종전의 비만 기준이 과장됐다는 지적이다.

## 같이 보기
- 과체중
- 비만